# Вальсінні
Вальсінні (італ. Valsinni) — муніципалітет в Італії, у регіоні Базиліката,  провінція Матера.
Вальсінні розташоване на відстані близько 390 км на південний схід від Рима, 80 км на південний схід від Потенци, 60 км на південь від Матери.
Населення — 1583 особи (2014).
Щорічний фестиваль відбувається 10 травня та 21 липня. Покровитель — San Fabiano.

## Демографія
Населення за роками:

Станом на 1 січня 2023 року в муніципалітеті офіційно проживало 77 іноземців з 15 країн, серед них 50 громадян країн Євросоюзу та 8 громадян України.

## Сусідні муніципалітети
- Колобраро
- Нокара
- Ноеполі
- Нова-Сірі
- Ротонделла
- Сан-Джорджо-Лукано